# Lijst van nummer 1-hits in de Nederlandse Single Top 100 in 1988
Deze hits stonden in 1988 op nummer 1 in de Nationale Hitparade, de voorloper van de huidige Nederlandse Single Top 100.
| Nummer | Datum        | Artiest                             | Titel                                  |
| ------ | ------------ | ----------------------------------- | -------------------------------------- |
|        | 2 januari    | Geen Nationale Hitparade verschenen | Geen Nationale Hitparade verschenen    |
| 306    | 9 januari    | T'Pau                               | China in Your Hand                     |
|        | 16 januari   | T'Pau                               | China in Your Hand                     |
|        | 23 januari   | T'Pau                               | China in Your Hand                     |
| 307    | 30 januari   | Bill Medley & Jennifer Warnes       | (I've had) The time of my life         |
|        | 6 februari   | Bill Medley & Jennifer Warnes       | (I've had) The time of my life         |
|        | 13 februari  | Bill Medley & Jennifer Warnes       | (I've had) The time of my life         |
|        | 20 februari  | Bill Medley & Jennifer Warnes       | (I've had) The time of my life         |
|        | 27 februari  | Bill Medley & Jennifer Warnes       | (I've had) The time of my life         |
|        | 5 maart      | Bill Medley & Jennifer Warnes       | (I've had) The time of my life         |
|        | 12 maart     | Bill Medley & Jennifer Warnes       | (I've had) The time of my life         |
| 308    | 19 maart     | Climie Fisher                       | Rise to the occasion (hip hop mix)     |
| 309    | 26 maart     | Taylor Dayne                        | Tell it to my heart                    |
| 310    | 2 april      | Eddy Grant                          | Gimme Hope Jo'anna                     |
|        | 9 april      | Eddy Grant                          | Gimme Hope Jo'anna                     |
|        | 16 april     | Eddy Grant                          | Gimme Hope Jo'anna                     |
|        | 23 april     | Eddy Grant                          | Gimme Hope Jo'anna                     |
|        | 30 april     | Eddy Grant                          | Gimme Hope Jo'anna                     |
|        | 7 mei        | Eddy Grant                          | Gimme Hope Jo'anna                     |
| 311    | 14 mei       | Mory Kanté                          | Yé ké yé ké                            |
| 312    | 21 mei       | Glenn Medeiros                      | Nothing's Gonna Change My Love for You |
|        | 28 mei       | Glenn Medeiros                      | Nothing's gonna change my love for you |
|        | 4 juni       | Glenn Medeiros                      | Nothing's gonna change my love for you |
|        | 11 juni      | Glenn Medeiros                      | Nothing's gonna change my love for you |
|        | 18 juni      | Glenn Medeiros                      | Nothing's gonna change my love for you |
|        | 25 juni      | Glenn Medeiros                      | Nothing's gonna change my love for you |
|        | 2 juli       | Glenn Medeiros                      | Nothing's gonna change my love for you |
| 313    | 9 juli       | André Hazes & Het Nederlands Elftal | Wij ♥ Oranje                           |
|        | 16 juli      | André Hazes & Het Nederlands Elftal | Wij ♥ Oranje                           |
|        | 23 juli      | André Hazes & Het Nederlands Elftal | Wij ♥ Oranje                           |
| 314    | 30 juli      | Salt-n-Pepa                         | Push it                                |
|        | 6 augustus   | Salt-n-Pepa                         | Push it                                |
| 315    | 13 augustus  | The Pasadenas                       | Tribute (right on)                     |
|        | 20 augustus  | The Pasadenas                       | Tribute (right on)                     |
|        | 27 augustus  | The Pasadenas                       | Tribute (right on)                     |
|        | 3 september  | The Pasadenas                       | Tribute (right on)                     |
|        | 10 september | The Pasadenas                       | Tribute (right on)                     |
| 316    | 17 september | Yazz & the Plastic Population       | The only way is up                     |
|        | 24 september | Yazz & the Plastic Population       | The only way is up                     |
|        | 1 oktober    | Yazz & the Plastic Population       | The only way is up                     |
|        | 8 oktober    | Yazz & the Plastic Population       | The only way is up                     |
| 317    | 15 oktober   | Womack & Womack                     | Teardrops (Remix)                      |
|        | 22 oktober   | Womack & Womack                     | Teardrops (Remix)                      |
|        | 29 oktober   | Womack & Womack                     | Teardrops (Remix)                      |
|        | 5 november   | Womack & Womack                     | Teardrops (Remix)                      |
|        | 12 november  | Womack & Womack                     | Teardrops (Remix)                      |
|        | 19 november  | Womack & Womack                     | Teardrops (Remix)                      |
|        | 26 november  | Womack & Womack                     | Teardrops (Remix)                      |
| 318    | 3 december   | Enya                                | Orinoco flow (Sail away)               |
|        | 10 december  | Enya                                | Orinoco flow (Sail away)               |
| 319    | 17 december  | Michael Jackson                     | Smooth criminal                        |
| 320    | 24 december  | Robin Beck                          | First time                             |
|        | 31 december  | Geen Nationale Hitparade verschenen | Geen Nationale Hitparade verschenen    |